# Cinéma nigérian
Ne doit pas être confondu avec Cinéma nigérien.

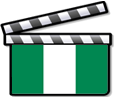
Un clap aux couleurs du drapeau nigérian.

L'importance du cinéma au Nigéria est symbolisée par le développement au sud du pays de ce qui est appelé Nollywood. Mais dans le nord du pays, un cinéma plus conservateur s'est également développé, très attaché aux valeurs familiales musulmanes et n'autorisant aucun contact physique entre une femme et un homme, le Kannywood. Depuis 2009, le Nigéria est la deuxième puissance cinématographique au monde en nombre de films produits par an,. Après l'Inde (Bollywood) mais devant la Chine et les États-Unis (Hollywood), le Nigeria produit chaque année 2 000 films vidéos, dont le coût estimé ne dépasse pas 20 millions d'euros. Son public régulier est estimé à 150 millions de spectateurs.
Quelques noms du cinéma nigérian: Tony Abulu, Newton Aduaka, Kunle Afolayan, Ola Balogun, Obi Emelonye et Andy Amadi Okoroafor.

## Dénomination

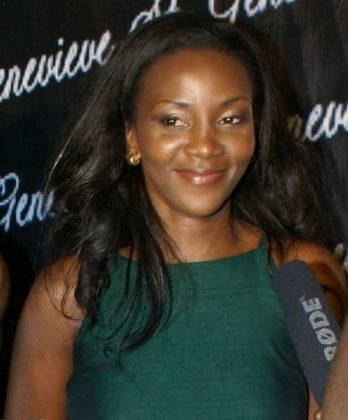
Genevieve Nnaji, une des actrices de « Nollywood ».

Le terme « Nollywood » est un mot-valise associant le « N » de Nigéria et le « ollywood » de Hollywood (suivant le même modèle que l'expression Bollywood : « B » de Bombay et « ollywood » de Hollywood). Le terme « Kannywood » est un autre mot-valise, associant Kann, pour la ville de Kano, et « ywood » de Hollywood.

## Histoire

### L'ère coloniale (fin du19esiècle- début des années 1960)
Les coloniaux ont commencé à produire des films pour le public local au Nigéria dès les années 1920, en utilisant principalement le cinéma mobile comme moyen d'exposition ; le premier long métrage réalisé au Nigéria est Palaver, produit par Geoffrey Barkas en 1926. Ce film est également le premier film à présenter des acteurs nigérians dans un rôle parlant,. Les acteurs nigérians présents dans Palaver comprennent Dawiya et Yilkuba. Le film a été tourné parmi les Sura et les Angas des actuels États de Bauchi et du Plateau, dans le nord du Nigeria, et raconte la rivalité entre un officier de district britannique et un mineur d'étain, qui conduit à une guerre. À la même époque, plusieurs films se déroulent au Nigeria, dont l'un des plus remarquables est Sanders of the River de Zoltán Korda (1935), avec l'acteur nigérian Orlando Martins. Martins a également joué dans d'autres films notables comme The Man from Morocco (1945), Men of Two Worlds (1946) et ainsi de suite, ce qui a fait de Martins l'un des acteurs nigérians reconnus de son époque. En 1921, il y avait quatre autres salles projetant des films deux fois par semaine à Lagos Mainland et une salle chacune à Ebute Metta et Oshodi. À cette époque, le cinéma était devenu populaire à Lagos et des foules de jeunes et de vieux attendaient habituellement aux portes des salles de cinéma. La religion a également contribué à l'expansion de la culture cinématographique, les missionnaires chrétiens utilisant les cinémas pour leur propagande religieuse.
Alors que les cinémas sont devenus une caractéristique commune de la vie sociale dans la ville émergente de Lagos, la fin des années 1930 et les années 1940 ont marqué le début de l'établissement de grandes maisons de cinéma commerciales avec des succursales dans des régions stratégiques du pays. L'un des premiers exploitants de cinéma à Lagos était la West African Pictures Company, propriété de M. S. Khalil, membre de la communauté syrienne de Lagos. Il a créé le Rex Cinema à Ebute Metta, le Regal Cinema et le Royal Cinema. D'autres chaînes de cinéma populaires comprennent : Capitol Cinema, Casino Cinema, Kings Cinema, Central Cinema, Rialto Cinema, Corona Cinema, Odeon Cinema, Road House Cinema, Ikeja Arms Cinema et Glover Hall. En 1937, le gouvernement colonial a mis en place un Conseil de la censure pour gérer les questions relatives à l'établissement et aux opérations des salles de cinéma dans la colonie. Le contenu nigérian des films réalisés et projetés dans les cinémas nigérians pendant cette période était cependant pratiquement inexistant car la production et la distribution étaient contrôlées par des étrangers. Le divertissement cinématographique a donc été complété par les groupes de théâtre itinérant yoruba, qui ont émergé dans les années 1930 et 1940 ; l'un des plus importants était les groupes de théâtre Agbegijo et Aláàrìnjó, qui mettaient en vedette des acteurs de théâtre tels que Duro Ladipo, Ishola Ogunmola, Lere Paimo, Oyin Adejobi, entre autres,.
De 1949 à 1950, la situation a quelque peu changé, avec davantage de contenus nigérians présentés dans les cinémas, avec une prétendue volonté d'"africaniser" la production cinématographique, la Nigerian Film Unit a été créée afin de décentraliser la production cinématographique coloniale. Tout au long de la décennie, la Colonial Film Unit a présenté des films éducatifs et de santé au public local grâce à ses camionnettes de cinéma mobiles. Elle a également produit des films d'actualité et des documentaires courts, illustrant les célébrations et les réalisations coloniales à l'intention du public national et étranger.

### Âge d'or (fin des années 1950 - fin des années 1980)
Après l'indépendance du Nigéria en 1960, l'activité cinématographique s'est rapidement développée, avec la création de nouvelles salles de cinéma. Cependant, il y a eu un afflux important de films américains, indiens, chinois et japonais ; les affiches des films de ces pays étaient partout dans les salles de cinéma et les acteurs de ces industries sont devenus très populaires au Nigeria. Vers la fin des années 1960 et dans les années 1970, les productions nigérianes dans les salles de cinéma ont augmenté progressivement, en particulier les productions de l'ouest du Nigeria, grâce aux anciens praticiens du théâtre tels que Hubert Ogunde, Ola Balogun, Moses Olaiya, Jab Adu, Isola Ogunsola, Ladi Ladebo, Sanya Dosumu et Sadiq Balewa, entre autres, qui sont passés au grand écran,. Les premiers films nigérians entièrement commerciaux, tournés sur celluloïd, ont également été réalisés par ces cinéastes dans les années 1960.
En 1972, préoccupé par l'afflux de la culture étrangère au Nigéria, le chef d'État de l'époque, Yakubu Gowon, a publié le décret d'indigénisation, qui exige le transfert de la propriété d'environ 300 cinémas du pays de leurs propriétaires étrangers à des Nigérians. Grâce à cette politique, davantage de Nigérians ont commencé à jouer un rôle actif dans la création de cinémas. Ce transfert a également permis l'émergence de dramaturges, de scénaristes et de producteurs de films nigérians ; des œuvres littéraires et théâtrales populaires ont été adaptées en films cinématographiques. Le boom pétrolier de 1973 à 1978 a largement contribué à l'essor spontané de la culture cinématographique au Nigeria. La présence d'investissements étrangers a conduit à l'érection de plusieurs complexes cinématographiques. En 1976, le National Arts Theatre, Iganmu, d'une capacité de 5 000 places, a été construit à Lagos. Le théâtre comprenait deux salles de cinéma, chacune ayant une capacité de plus de 700 personnes. À cette époque, le cinéma était devenu un employeur important pour de nombreuses personnes et servait également de fonction sociale importante, les Nigérians se rendant dans les cinémas pour se détendre et se divertir. L'augmentation du pouvoir d'achat au Nigeria a également permis à un grand nombre de citoyens de disposer d'un revenu à dépenser pour aller au cinéma et acheter des téléviseurs domestiques.
La télédiffusion au Nigeria a débuté dans les années 1960 et a bénéficié d'un soutien important du gouvernement au cours de ses premières années. Au milieu des années 1980, chaque État avait sa propre station de radiodiffusion. La loi limitant le contenu étranger à la télévision, les producteurs de Lagos ont commencé à téléviser des productions théâtrales populaires locales. Nombre d'entre elles ont également été diffusées en vidéo, et un petit commerce informel de films vidéo s'est développé. À la fin des années 1980, la culture cinématographique commençait à connaître un déclin important, et la plupart des producteurs de films nigérians étaient passés aux productions télévisées. Le déclin progressif de l'âge d'or du cinéma nigérian a été attribué à plusieurs facteurs, dont la réduction de la valeur de la Naira, le manque de financement et de soutien marketing, le manque de studios de cinéma et d'équipements de production standard, les fréquents programmes d'ajustement structurel du gouvernement dus aux dictatures militaires, ainsi que l'inexpérience des praticiens. Le déclin drastique de la culture cinématographique a eu pour conséquence que certaines des salles de cinéma existantes ont été acquises par des organismes religieux et transformées en églises ; d'autres ont tout simplement été fermées. Au début des années 1990, seules quelques salles de cinéma autrefois dynamiques étaient encore en activité, et toutes avaient fermé leurs portes avant 1999.

### Le boom de la vidéo domestique et "Nollymood" (fin des années 1980 - milieu des années 2010)
Durant les années 1980, les productions télévisées étaient florissantes. Evil Encounter de Jimi Odumosu, un film d'horreur de 1983 diffusé directement à la télévision, a été la première production à montrer à quel point la production de films directement sur vidéo peut être lucrative. Le film a fait l'objet d'une promotion intensive avant d'être diffusé à la télévision et, par conséquent, les rues ont été inondées le lendemain matin de copies vidéo de la diffusion enregistrée. Il a été rapporté que le film a connu un succès instantané au marché d'Alaba, un quartier commercial qui est devenu par la suite la plaque tournante de la distribution vidéo à cette époque et qui a fini par devenir la plaque tournante du piratage au Nigeria. Depuis Evil Encounter, il est devenu courant, surtout dans les villes du sud du Nigeria, de voir des copies vidéo de programmes télévisés enregistrés s'échanger dans la rue
Cette méthode a été adoptée et mise à profit par les producteurs et les distributeurs du marché d'Alaba pour réinventer l'industrie cinématographique, car la culture cinématographique nigériane était confrontée à un déclin majeur. Le premier film produit en vidéo au Nigeria a été Soso Meji en 1988, produit par Ade Ajiboye. Le film a également été projeté dans les quelques salles de cinéma disponibles à l'époque. Par la suite, Alade Aromire a produit Ekun (1989) en vidéo, qui a été projeté au National Theatre, Iganmu, Cependant, on pense généralement que le boom de cette époque a été lancé par Living in Bondage (1992) de Kenneth Nnebue. Nnebue possédait un nombre excessif de cassettes vidéo importées qu'il a ensuite utilisées pour tourner son premier film sur une caméra vidéo. Bien que Living in Bondage soit souvent présenté dans les médias comme le "premier film vidéo commercial", plusieurs historiens ont affirmé que l'industrie du film vidéo était déjà en plein essor avant Living in Bondage.
Au tournant des années 1980 et 1990, l'invention des caméscopes vidéo japonais va permettre au grand public d'avoir accès à des moyens de tournage avec un investissement réduit. Nollywood est née dans les rues de Lagos grâce au commerce informel des vendeurs de rue à la fin des années 1980. 
Il est probable que les vendeurs de supports VHS aient commencé à enregistrer des vidéos amateurs sur les cassettes vierges. Nollywood a pris de l'importance dans les années 1990, au moment où la télévision nationale a été victime des tensions politiques libérant de nombreux artistes et techniciens, dont certains, alors au chômage, se sont mis à produire des films indépendants à petit budget.
Okechukwu Ogunjiofor, un fils d'instituteur diplômé et passionné de cinéma, passé par la vente de rue, serait le premier réalisateur nigérian de cette période à rencontrer le succès avec un film tourné en vidéo en deux semaines et grâce à un emprunt de mille dollars : Living in Bondage (Une vie de servitude, sorti en 1992 en vidéo sur les marchés de Lagos) dans lequel, pour réduire encore les coûts, il joue lui-même un des rôles principaux (« Paul »). Malgré le piratage, le film rapporte 140 000 dollars. C'est ce film qui serait à l'origine du cinéma nigérian, l'inspirant en matière de production, comme de sujets.
L’industrie cinématographique du Nigéria s’est d’abord développée dans le nord du pays, semble-t-il, mais « avec moins de visibilité que dans le sud, du fait de la culture islamique », et avec une intervention forte des autorités locales pour préserver les valeurs familiales dans cette production. Le terme de Kannywood aurait été construit dès 1999 par un natif de Kano, avant que celui de Nollywood soit proposé par The New York Times,. Le développement de ce cinéma, désigné sous le terme de Kannywood, a subi en revanche un coup d’arrêt au début des années 2000, à la suite de l’introduction de la charia dans onze états à majorité musulmane du nord du pays.
En 2004, au moins quatre à cinq films étaient produits chaque jour au Nigeria. Les films nigérians dominent déjà les écrans de télévision sur tout le continent africain et, par extension, dans la diaspora. Les acteurs des films sont également devenus des noms familiers sur tout le continent, et les films ont considérablement influencé les cultures de nombreuses nations africaines, de la façon de s'habiller à la façon de parler et à l'utilisation des argot nigérians. Cela a été attribué au fait que les films nigérians racontent des histoires " racontables ", ce qui a fait que les films étrangers " ramassent la poussière " sur les étagères des vidéoclubs, même s'ils coûtent beaucoup moins cher.
Selon la Filmmakers Cooperative of Nigeria, chaque film réalisé au Nigéria avait un public potentiel de 15 millions de personnes au Nigeria et d'environ 5 millions en dehors du pays. En peu de temps, l'industrie est devenue le troisième plus grand producteur de films au monde. Cependant, cela ne s'est pas traduit par une industrie cinématographique ouvertement commerciale par rapport à d'autres grands centres cinématographiques dans le monde ; la valeur de l'industrie a été estimée à seulement 250 millions de dollars US, car la plupart des films produits étaient bon marché. L'industrie cinématographique est néanmoins devenue un employeur important au Nigeria. En 2007, avec un nombre total de 6 841 salons vidéo enregistrés et environ 500 000 non enregistrés, les revenus générés par la vente et la location de films dans le seul État de Lagos étaient estimés à 804 millions d'euros (5 millions de dollars) par semaine, ce qui représente un revenu annuel estimé à 33,5 milliards d'euros (209 millions de dollars) pour l'État de Lagos. Environ 700 000 disques sont vendus au marché d'Alaba par jour, le revenu total des ventes généré par l'industrie cinématographique au Nigeria étant estimé à 522 milliards ₦ (3 milliards de dollars US) par an, le contenu de diffusion étant évalué à 250 milliards ₦ (1,6 milliard de dollars US),,,.
Au sommet de l'ère de la vidéo, vers 2008, l'industrie était devenue le deuxième plus grand producteur de films, sortant environ 200 films vidéo par mois. Cependant, à ce moment-là, l'industrie cinématographique nigériane avait pratiquement dégénéré en une industrie "sans vision", avec l'invasion de plusieurs personnes qui ne connaissent rien à la réalisation de films, et le piratage était à son apogée,. La gestion de la menace du piratage, parmi d'autres problèmes, est devenue un casse-tête ; en conséquence, la plupart des investisseurs du "cartel Alaba", qui contrôlent près de 90 % des parts de l'industrie vidéo, ont commencé à canaliser leur argent dans d'autres entreprises commerciales. Le déclin de l'ère de la vidéo domestique a été attribué à plusieurs facteurs, tels que le refus du gouvernement de fournir un soutien et un financement, l'absence d'une infrastructure formelle et efficace de distribution des films indigènes et l'augmentation du coût de la production au Nigeria.

### Nouveau cinéma nigérian (milieu des années 2000 - aujourd'hui)
Après 2000, le cinéma nigérian a été marqué par la diffusion et l'importance croissantes de la langue anglaise en tant que lien culturel dans la société nigériane, par les nouveaux médias, par les médias sociaux, par une diaspora croissante de Nigérians à l'étranger, par le streaming et par l'ouverture particulière des Nigérians aux télécommunications. Ces facteurs ont conduit à un succès commercial respectable des films nigérians de qualité.

#### De la vidéo au grand écran
Il s'agit d'une phase émergente dans le cinéma nigérian, dans laquelle il y a eu un changement majeur dans la méthode de production des films, du format vidéo, pour revenir à la méthode du cinéma, qui constituait les films produits dans l'âge d'or. Quelques années après le début du 21e siècle, le Nigeria a commencé à connaître la croissance des cinémas, qui étaient initialement destinés à la classe moyenne et supérieure. Le Silverbird Group est la première société à lancer une série de cinémas modernes dans les grandes villes du Nigeria, principalement situés dans des zones et des quartiers aisés,. Il a lancé ses chaînes de cinéma en 2004, en commençant par le Silverbird Galleria à Victoria Island, à Lagos. Le Silverbird Galleria est un grand centre commercial, avec une salle de cinéma haut de gamme et divers points de vente où se déroulent des activités mercantiles. Il s'agit d'une activité sociale et d'un type de divertissement modifié qui va au-delà du simple visionnage de films. Cette tendance a donné une autre explication probable à la disparition de la culture cinématographique nigériane dans les années 1980, qui pourrait être le résultat de l'aspect démodé de la plupart des cinémas de l'âge d'or.
Les cinémas Silverbird, dès leur création, ont commencé à projeter des films nigérians de grande qualité, décourageant ainsi la production de films médiocres. Le premier film de la nouvelle vague à être projeté dans un cinéma est le film en langue yoruba Irapada (2006) de Kunle Afolayan, qui a été projeté au Silverbird Galleria à Lagos. L'expérience Silverbird a connu un grand succès, et le groupe a donc lancé quelques autres succursales de cinéma à Lagos et dans d'autres villes du pays. Peu de temps après la création des cinémas Silverbird, Genesis Deluxe Cinemas et Ozone Cinemas ont également été lancés, créant une concurrence dans le secteur du cinéma. Beaucoup plus tard, dans les années 2010, Filmhouse Cinemas est également entré en scène, ce qui a conduit à la disponibilité de plus de cinémas dans le pays, en particulier en dehors des quartiers aisés.
Plusieurs subventions ont été lancées par le gouvernement nigérian, afin de soutenir le contenu de qualité des films nigérians. En 2006, le "Project Nollywood" a été lancé par le gouvernement nigérian, en collaboration avec Ecobank. Le projet a fourni 100 millions ₦ (781 000 $ US) aux cinéastes nigérians pour qu'ils produisent des films de haute qualité et pour financer un réseau de distribution de plusieurs millions de nairas à travers le pays pendant cette période. En 2010, l'administration du président Goodluck Jonathan a lancé un fonds d'intervention de 30 milliards ₦ (200 millions $ US) pour "l'industrie créative et du divertissement", financé par la Bank of Industry (BOI), conjointement avec la Nigerian Export and Import (NEXIM) Bank. Cette subvention, bien que présentée comme une retombée du "Projet Nollywood", était destinée à l'ensemble du secteur nigérian des arts créatifs et du divertissement. L'objectif de la subvention pour l'industrie cinématographique est toutefois d'aider davantage de réalisateurs nigérians en matière de formation, de financement et de création des infrastructures nécessaires à l'industrie,. En 2013, une nouvelle subvention plus modeste, d'un montant de 3 milliards ₦ (20 millions de dollars US), a été accordée une fois de plus uniquement pour Nollywood, et plus particulièrement pour la production de films de haute qualité, et pour parrainer les cinéastes en vue d'une formation formelle dans les écoles de cinéma,. En 2015 également, la Bank of Industry a lancé un autre programme "NollyFund" dans le but d'apporter un soutien financier sous forme de prêts aux producteurs de films.
"Battle on Buka Street" (Bataille dans la rue Buka), sorti en 2022, aborde de manière joyeuse mais dramatique la rivalité entre deux sœurs qui ne sont plus toutes jeunes et qui se disputent le prix de la meilleure cuisinière en plein air et de la meilleure marchande de gourmandises dans leur rue (fictive). La comédie a entre-temps dépassé Wedding Party I et II, est (en août 2023) le film nigérian le plus réussi de tous les temps et a été salué par la critique. Il s'agit du premier film nigérian non institutionnel à avoir été projeté au box-office américain. Les "buka" sont (en yoruba et en haoussa) des marchands ambulants gastronomiques.

#### Amélioration qualitative et succès commercial
Le film à suspense populaire de 2009, The Figurine (Araromire), est généralement considéré comme celui qui a changé la donne, en attirant l'attention des médias sur la révolution du "nouveau cinéma nigérian". Le film a été un succès critique et commercial au Nigeria, et il a également été projeté dans des festivals de films internationaux. Le film Ijé de Chineze Anyaene (en), sorti en 2010, a dépassé The Figurine pour devenir le film nigérian le plus rentable ; un record qu'il a conservé pendant quatre ans, jusqu'à ce qu'il soit dépassé en 2014 par Half of a Yellow Sun (2013, en français L'Autre Moitié du Soleil) En 2016, ce record était détenu par The Wedding Party, un film de Kemi Adetiba.
À la fin de 2013, l'industrie cinématographique aurait atteint un revenu record de 1,72 trillion ₦ (11 milliards de dollars américains). En 2014, l'industrie valait 853,9 milliards ₦ (5,1 milliards de dollars américains), ce qui en fait la troisième industrie cinématographique la plus précieuse au monde, derrière les États-Unis et l'Inde. Elle a contribué à hauteur d'environ 1,4 % à l'économie du Nigeria ; ce résultat a été attribué à l'augmentation du nombre de films de qualité produits et à des méthodes de distribution plus formelles,.
Contrairement à l'ère de la vidéo domestique, les films de la nouvelle vague sont généralement de bien meilleure qualité, avec des budgets considérablement plus importants, en moyenne entre 40 millions ₦ (250 000 $ US) et 120 millions ₦ (750 000 $). Les périodes de production de ces films durent des mois, voire des années, ce qui est bien loin des films en format vidéo qui sont généralement tournés en quelques jours ou semaines. Parmi les autres améliorations notables du New Nollywood, citons : des performances plus subtiles de la part des acteurs, différentes du mélodrame manifeste qui constituait l'ère de la vidéo, des histoires plus pratiques, plus logiques et généralement meilleures. Les thèmes explorés dans ces films sont souvent caractérisés par des thèmes consciemment cosmopolites, car la plupart des réalisateurs sont relativement jeunes Un système approprié de droits d'auteur et de distribution reste encore l'un des principaux défis du Nouveau Cinéma Nigérian,.

## Mode de travail
Les maisons de production se sont regroupées dans le quartier de Surulere. Imitant le système des grands studios hollywoodiens, des maisons abritent des bureaux de production, des salles de montage, des entrepôts de matériel — mais pas de plateaux de tournage (le pays n'en compte pas et les films se tournent en décor naturel). Le budget moyen d'un long métrage est de 12 000 euros et son tournage dure une semaine environ. La grande majorité des films est tournée en vidéo, et non en pellicule (trop chère). La post-production du film (montage, mixage, étalonnage) a lieu très rapidement après le tournage, pour permettre une sortie rapide.

Scènes de tournage à Nollywood
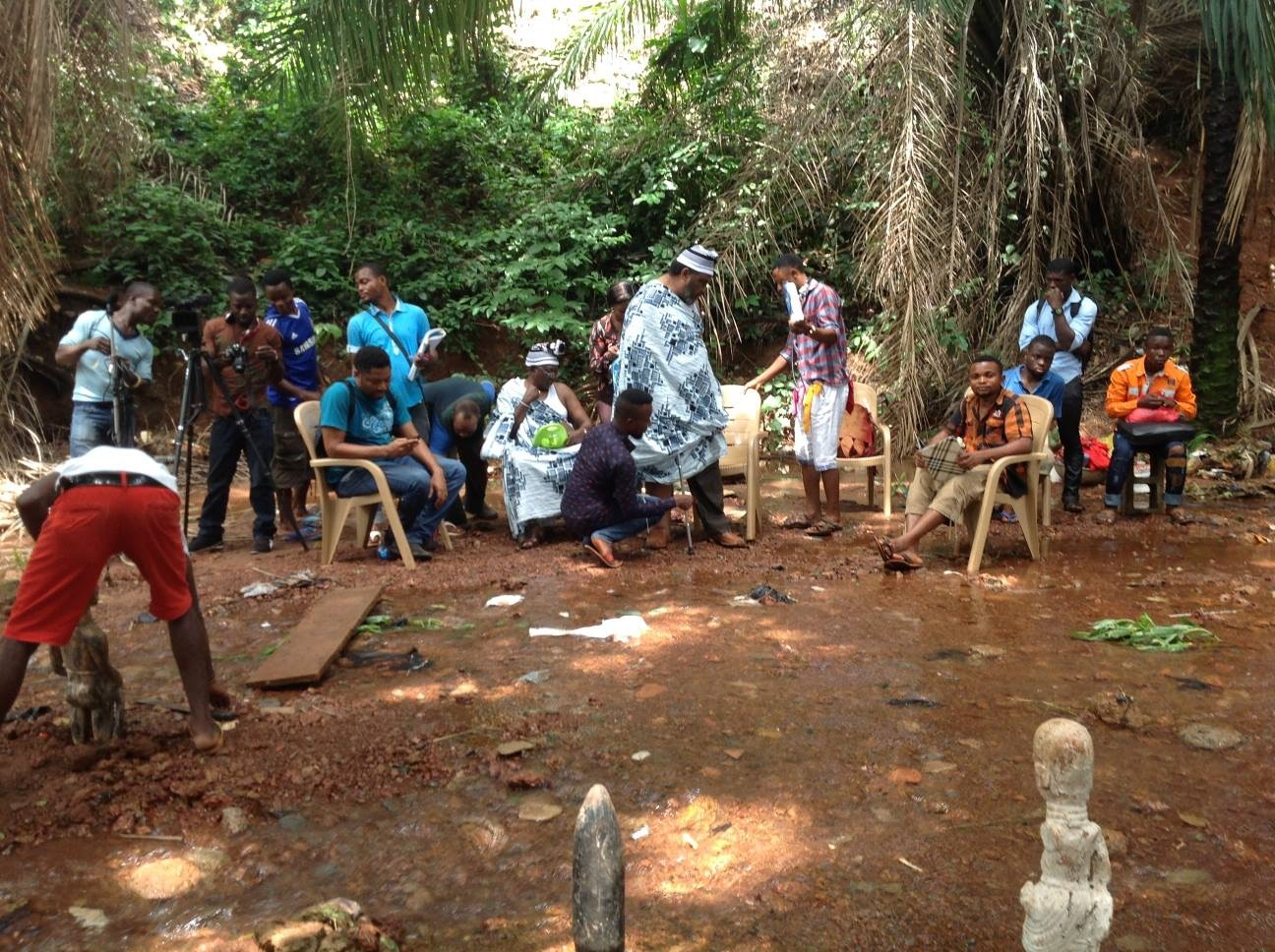
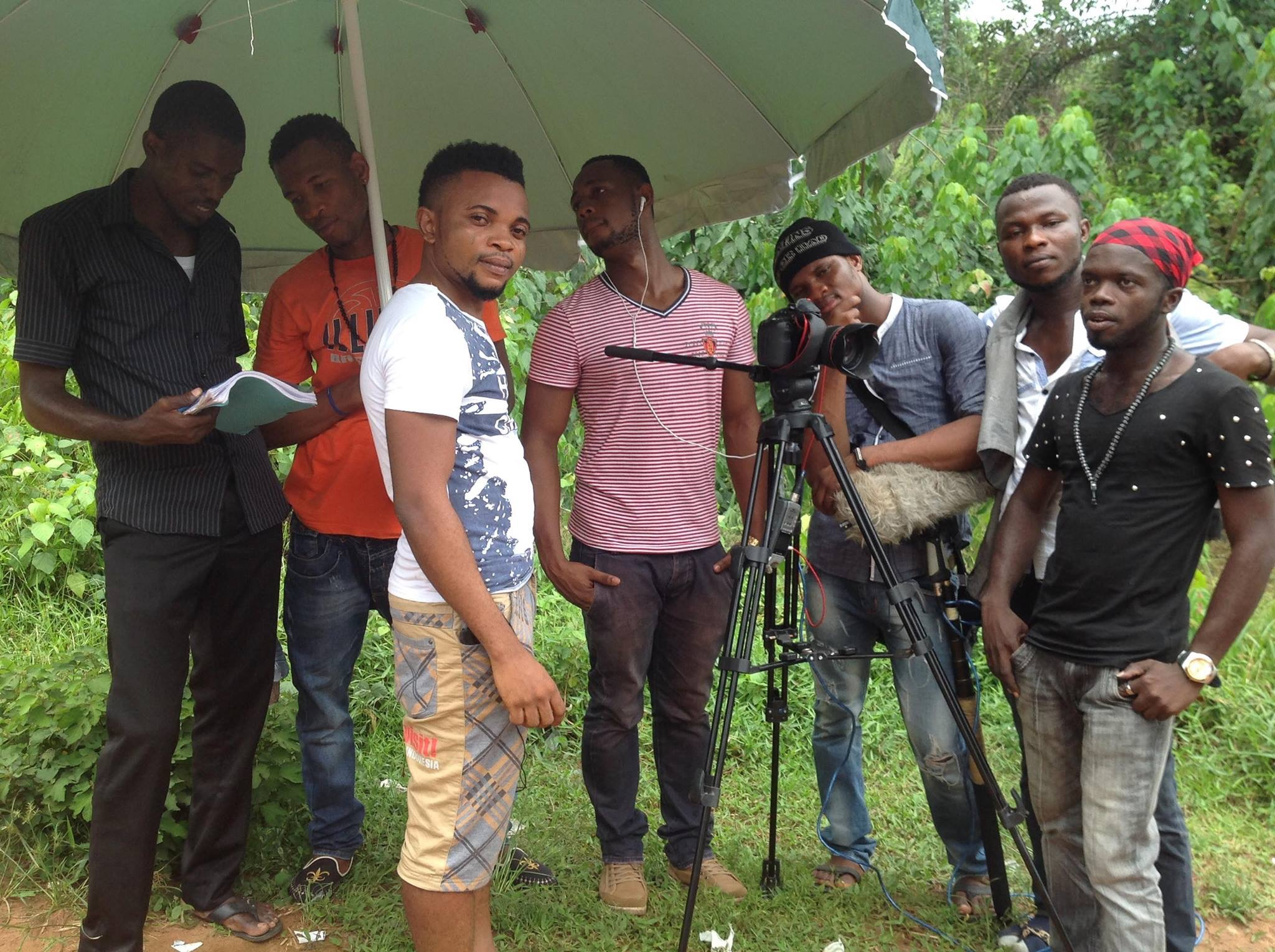
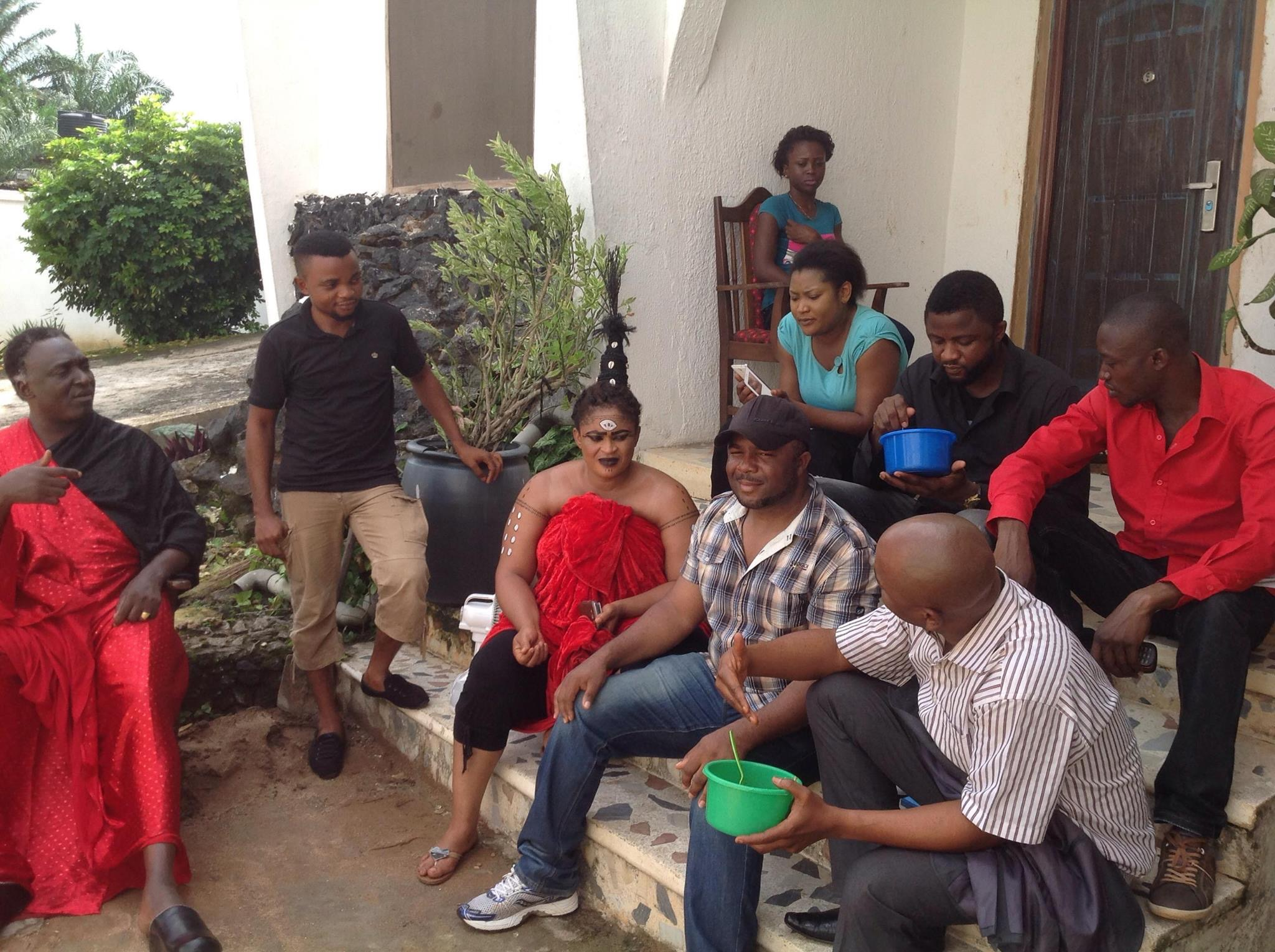
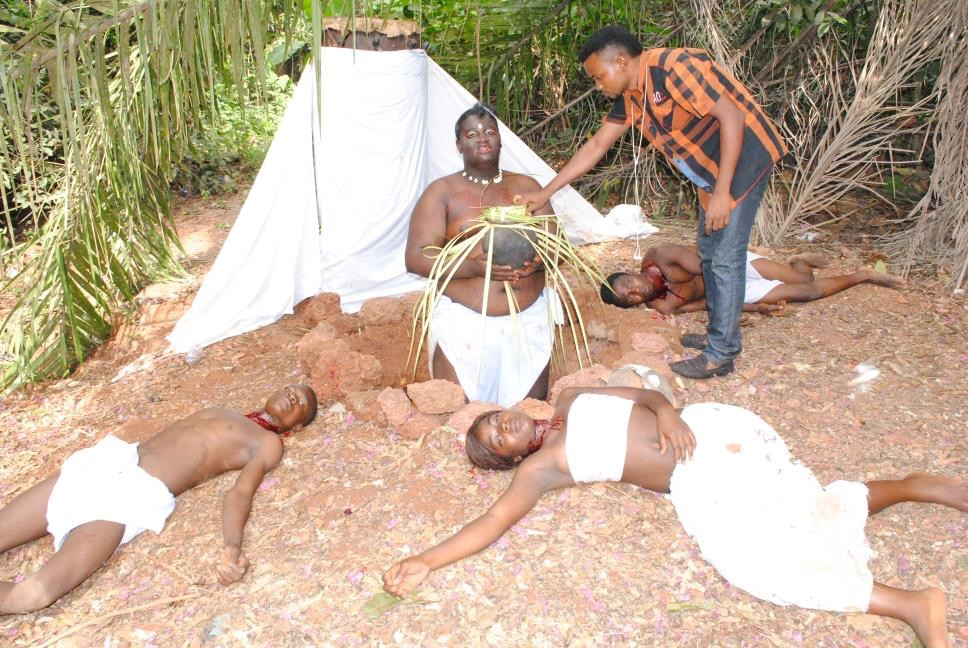

### Sujets et esthétique
Les films sont majoritairement tournés en langues africaines (environ la moitié des films en yorouba, le quart en anglais, le sixième en haoussa - cf. Kannywood). Cela reflète la diversité du Nigéria (pays qui compte près de 450 langues et dialectes). Ces films s'adressent ainsi aux spectateurs dans leur langue maternelle (qui est rarement l'anglais) et peuvent être diffusés dans les pays limitrophes où ces langues sont aussi parlées.
La plupart des films produits véhiculent des thèmes religieux (guérison, miracle, conversion, vie spirituelle, etc.), tentant à la fois de divertir le spectateur et de le convaincre (approche prosélyte). Certains sont même produits par des églises évangéliques, comme le Mount Zion Faith Ministries, un des studios les plus connus du pays. Pour contrebalancer cette influence prosélyte, certaines institutions islamiques du pays se sont également lancées dans la production de films.
D'autres films produits par Nollywood mettent en scène des histoires d'amour. Mais là encore, le propos est marqué idéologiquement : les personnages homosexuels, notamment, sont ridiculisés et présentés comme des prédateurs, poussés par des intérêts économiques ou sous l'influence de sectes et de sorts et finissent souvent par être punis pour leurs actes ou sauvés par l'église,,,. De plus, la représentation LGBT de Nollywood s'arrête généralement aux hommes homosexuels. Mais quelques changements se font jour. Ainsi, en 2020, la réalisatrice Uyaiedu Ikpe-Etim et la productrice Pamela Adie (en) produisent le film Ìfé. Ce film, le premier film d'Ikpe-Etim, raconte une histoire d'amour lesbien. Ce n'est pas le premier film lesbien produit au Nigeria, mais c'est le premier à ne pas s'appuyer sur des préjugés et stéréotypes négatifs. La productrice, la réalisatrice et les actrices principales sont toutes des personnes LGBT nigérianes. Le Conseil national de la censure du film et de la vidéo menace l'équipe de prison pour « encouragement à l'homosexualité » dans un pays où le mariage homosexuel est illégal depuis 2014. Pour éviter la censure, le film sort à l'étranger en octobre 2020, au festival du cinéma LGBT de Toronto,. Il est diffusé ensuite sur une plateforme de streaming.

## Succès récents
- Above Death: In God We Trust (2003)[60]
- Blood on Ice (2006)[61]
- Brain box (2006)[62]
- Beyoncé, The President's Daughter (2006)[63]
- The Wedding Party
- Mami Wata (2023)

### Acteurs majeurs
- Genevieve Nnaji
- Joseph van Vicker
- Nadia Buari
- Jackie Aygemang
- Olu Jacobs
- Patience Ozokwor
- Ramsey Nouah

## Événements
- Africa Movie Academy Awards : festival du cinéma africain, au Nigeria
- Best of Nollywood Awards
- Nollywood Movies Awards (en)
- Africa Magic Viewers' Choice Awards

### Listes et catégories
- Catégorie:Film nigérian, Box-office (en)
- Catégorie:Réalisateur nigérian, Catégorie:Acteur nigérian

### Vidéographie
- (fr) Nollywood made in Nigeria, film réalisé par Léa Jamet, CNC, Paris, 2007, 52 min (DVD)